# Markus Bleckwenn
Markus Bleckwenn (* 12. Februar 1976 in Neuwied) ist ein deutscher Allgemeinmediziner.

## Leben
Von 1996 bis 2002 studierte er Medizin in Bonn. Von 2002 bis 2004 war er Arzt im Praktikum: Medizinische Abteilung, Heyder Omran, St.-Marienhospital Bonn Venusberg. Nach der Promotion 2003 bei Bernd W. Urban, Klinik und Poliklinik für Anästhesiologie und Spezielle Intensivmedizin der Universitätskliniken Bonn war er von 2004 bis 2006 Arzt in Weiterbildung: Medizinischen Abteilung, Dr. Adam und Dr. Barion, Chirurgie Prof. Heinz-Dieter Altmann, Franziskus Krankenhaus Linz am Rhein. Von 2006 bis 2008 war er Arzt in Weiterbildung: Allgemeinmedizin, Drs. Reul, Gemeinschaftspraxis in Linz am Rhein. Seit 2008 ist er in einer Gemeinschaftspraxis mit Dr. Thomas Reul in Linz am Rhein. 2009 wurde er Lehrarzt für Allgemeinmedizin der Universität Bonn. Von 2013 bis 2019 war er wissenschaftlicher Mitarbeiter im Institut für Hausarztmedizin der Universität Bonn. Nach der Venia Legendi 2017 für das Lehrgebiet „Allgemeinmedizin“ in der Medizinischen Fakultät der Universität Bonn ist er seit 2020 W2-Professor für Allgemeinmedizin Leiter der Selbstständigen Abteilung für Allgemeinmedizin der Medizinischen Fakultät der Universität Leipzig.

## Schriften (Auswahl)
- Welche Gültigkeit besitzt die Meyer-Overton-Korrelation heute? Eine Überprüfung mit Hilfe einer elektronischen Datenbank. Bonn 2003, OCLC 723134415.
- Kardiovaskuläre Prävention in der Hausarztpraxis. Bonn 2017, DNB 1148158693.